# Ruthless (Band)
Ruthless ist eine US-amerikanische Heavy- und Power-Metal-Band aus Los Angeles, Kalifornien, die im Jahr 1982 gegründet wurde, sich 1990 auflöste und seit dem Jahr 2008 wieder aktiv ist.

## Geschichte
Die Band wurde im Jahr 1982 von dem Sänger Sammy DeJohn und dem Gitarristen Ken McGee gegründet. Kurze Zeit später kamen der Gitarrist Rollen Lagman, der Schlagzeuger Todd Billings und der Bassist Jack Black zur Besetzung. Es folgten Auftritte zusammen mit Slayer, Great White und Leatherwolf. Nach einem Demo im Jahr 1984 folgte ein Vertrag bei Iron Works. Hierüber erschien gegen Ende des Jahres die EP Metal without Mercy, die von Bill Metoyer produziert wurde. Die EP wurde von Banzai Records und in Europa von Axe Killer Records lizenziert. Die Covergestaltung wurde komplett verändert und die Musiker erhielten teilweise Künstlernamen. Im Jahr 1986 folgte über Axe Killer Records das erste und einzige Album Discipline of Steel. Im Jahr 1990 kam es zur Auflösung der Band. Im Jahr 1997 wurden die EP und das Album zusammen auf CD wiederveröffentlicht, wobei die Auflage hiervon auf 2000 Stück begrenzt war. Im Jahr 2008 fand die Band wieder zusammen, um Auftritte mit UFO in den USA abzuhalten. Im April 2009 spielte die Gruppe zudem auf dem Keep It True. Zudem wurde über Graveyard Productions Metal without Mercy neu gemastert wiederveröffentlicht, wobei als Bonus die beiden unveröffentlichten Lieder Winds of War und White Death aus dem Jahr 1988 enthalten waren. Im September 2010 spielte die Band auf dem Swordbrothers Festival in Deutschland und dem Up the Hammers Festival in Athen im März 2011.

## Stil
Im Buch US Metal Vol. 1 schrieb Arno Hofmann, dass auf Metal without Mercy Lieder zu hören seien, die heavy und hymnenartig zugleich seien. Die Band habe das begonnen, was Tyrant zwei Jahre später vollendet hätten. Laut Hofmann habe das Rock Hard Discipline of Steel verrissen und geschrieben, dass sich die Lieder auf dem Niveau von schlechten Overkill-Liedern bewegen würden. Laut Martin Popoff in seinem Buch The Collector’s Guide of Heavy Metal Volume 2: The Eighties sei Metal without Mercy mit der EP Marshall Law von Obsession vergleichbar. Die EP sei so „effizient“ wie eine Armored-Saint-Veröffentlichung. Die Lieder seien meist groovend und im mittleren Geschwindigkeitsbereich. Die Riffs würden an Metal Church erinnern. Disciples of Steel setze diesen Klang fort und sei mit Shout at the Devil von Mötley Crüe vergleichbar. Laut Ralf Frank vom Metal Hammer seien auf Metal without Mercy „[s]chwere Riffs, harte Drums und eine Reibeisenstimme“ zu hören. Auch Frank hörte Einflüsse von Metal Church heraus. Laut Charles Hunfeld vom Metal Hammer sei auf Discipline of Steel „[p]rima Heavy Metal, wie man ihn in dieser Form sonst nur von Bands wie Slayer oder Exciter“ gewohnt sei, zu hören. Die Lieder seien in ihrer Komplexität mit denen von Shok Paris vergleichbar.

## Diskografie
- 1984: Demo (Demo, Eigenveröffentlichung)
- 1984: The Fever / Mass Killer (Single, Iron Works)
- 1984: Metal without Mercy (EP, Iron Works)
- 1986: Discipline of Steel (Album, Axe Killer Records)
- 2015: They Rise (Album, Pure Steel Records)
- 2019: Evil Within (Album, Pure Steel)
- 2023: Betrayal (Single, Fireflash Records)
- 2023: Soldiers of Steel (Single, Fireflash)
- 2024: The Fallen (Album, Fireflash)[7]